# 市民民主同盟
市民民主同盟（しみんみんしゅどうめい、チェコ語：Občanská demokratická aliance ODA）は、1989年～2007年までの期間に存在したチェコの中道右派政党である。

## 沿革
1989年12月に反体制運動「憲章77」の右派系活動家を主体として結成された。当初は非共産党系政治勢力「市民フォーラム」の一員として活動したが、同フォーラムが1991年に分裂した後、独自政党としての活動を開始した。
1992年選挙ではチェコ国民議会で6％弱の得票を得て14議席を得た（連邦議会は人民院と民族院の両院で議席を獲得出来なかった）。選挙後、市民民主党（ODS）やチェコスロバキア人民党（KDU-CSL）と共に連立政権を構成し、チェコ独立後に行われた1996年選挙後も継続した。98年の下院選挙では候補を擁立できず、下院での議席を失ったが、1996年に新設された上院では議席を維持した。また1998年以降はKDU-CSLや自由連合（US）及び民主連合（DEU）と政党連合「4党連立」（Čtyřkoalice）を結成して選挙に挑んだが、2007年に解党した。